# Plakinidae
Die Plakinidae sind eine Familie aus der Klasse der Hornkieselschwämme (Demospongiae). Sie sind die einzige Familie der Ordnung Homosclerophorida, die die einzige Ordnung der Unterklasse Homoscleromorpha (Gr.: Gleichhartförmige) ist. Insgesamt werden 11 Arten zu den Plakinidae gezählt.
Angehörige der Plakinidae besitzen eine Membran zwischen der Epidermis und den weiter innen liegenden Schichten. Damit sind die Epithel- und Geißelzellen der Außenseite nicht mehr direkt mit dem Mesohyl verbunden, ein direkter Stoff- oder Zellaustausch ist wahrscheinlich nicht mehr möglich.
Weiterhin besitzen die Plakinidae nur kleine, aber sehr gleichmäßig ausgebildete Spicula. Die Larven der Plakinidae treten als freischwimmende, zweiteilige Blastula auf (s.g. Amphiblastula).